# Rotstapaculo
De rotstapaculo (Scytalopus petrophilus) is een zangvogel uit de familie der tapaculo's (Rhinocryptidae).

## Kenmerken
De rotstapaculo is circa 12 centimeter groot en weegt ongeveer 15 gram. Het is een grotendeels grijze vogel met donkerbruine ogen.

## Verspreiding en leefgebied
Deze vogel is endemisch in Brazilië en komt vooral voor in Minas Gerais. De natuurlijke habitats zijn subtropische of tropische vochtige bergbossen op een hoogte tussen de 900 en 2100 meter boven zeeniveau in het bioom Atlantisch Woud.

## Status
De grootte van de populatie is niet gekwantificeerd maar de soort wordt omschreven als plaatselijk waarschijnlijk algemeen maar met een versnipperde verspreiding. Op de Rode lijst van de IUCN heeft deze soort de status niet bedreigd.